# Tachymenis affinis
Espèce
Tachymenis affinis est une espèce de serpents de la famille des Dipsadidae.

## Répartition
Cette espèce est endémique du Pérou. Elle se rencontre dans les régions d'Amazonas et de Huánuco.

## Description
C'est un serpent venimeux.

## Publication originale
- Boulenger, 1896 : Catalogue of the snakes in the British Museum. London, Taylor & Francis, vol. 3, p. 1-727 (texte intégral).